# Barend Polvliet
Barend Jan Abraham Polvliet (Schoonhoven, 2 december 1869 – Den Dolder, 8 januari 1918) was een Nederlands kunstschilder.

## Leven en werk
Polvliet was een zoon van Cornelis Gerhardus Polvliet en Alida Geertruida Maria Elisabet Pronck. Hij had aanvankelijk een militaire loopbaan en werd net als zijn vader officier bij de artillerie. Hij maakte op latere leeftijd de overstap naar de schilderkunst. Hij schilderde landschappen en genrevoorstellingen, met name mensen op het land.  Polvliet was lid van Arti et Amicitiae en Sint Lucas, waarmee hij ook exposeerde. Hij nam daarnaast deel aan een aantal tentoonstellingen van Levende Meesters. In 1906 won hij de Willink van Collenprijs voor zijn schilderij Zonsondergang in de venen, andere winnaars dat jaar waren Lizzy Ansingh (portret) en Piet Mondriaan (stilleven).
Polvliet overleed in 1918, op 48-jarige leeftijd.

## Enkele werken

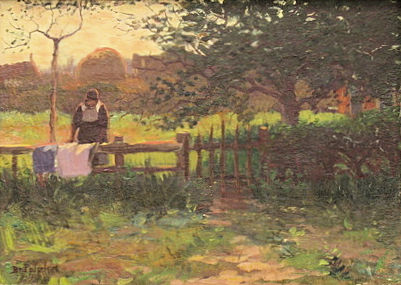
Wasdag (1910)
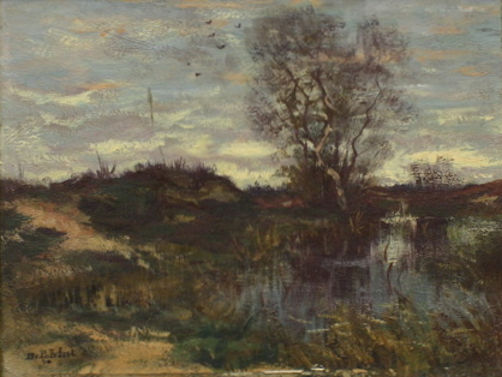
Heideven (1910)
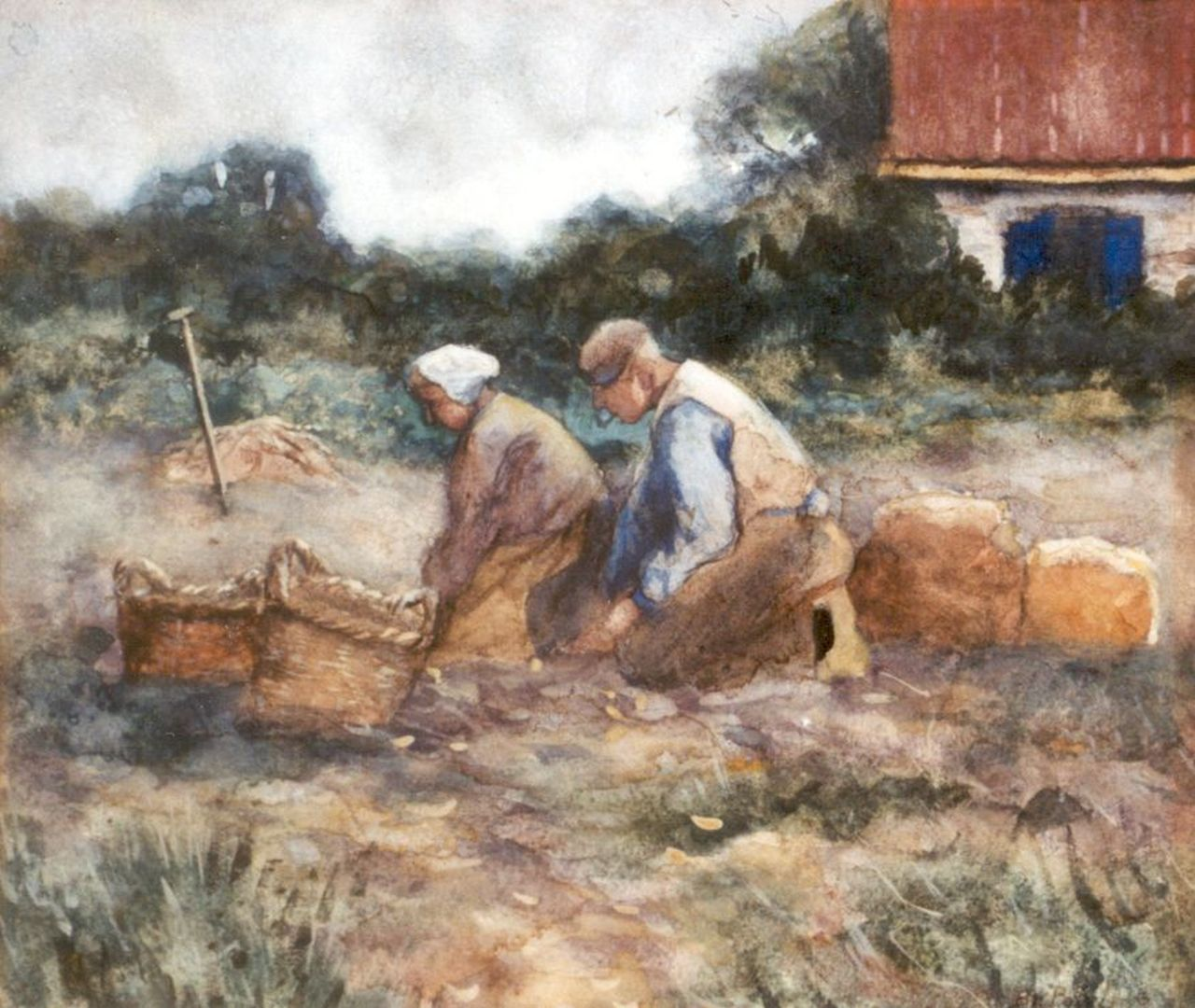
Aardappels rooien

- Biografisch Portaal: 89805547
- RKD-Nederlands Instituut voor Kunstgeschiedenis: 89765
- Union List of Artist Names: 500426885
- Virtual International Authority File: 4588153596640651900008